# Dąbki (powiat człuchowski)
Dąbki (kaszb. Dąbczi) – kolonia w Polsce położona w województwie pomorskim, w powiecie człuchowskim, w gminie Człuchów. 
Kolonia jest częścią składową sołectwa Kołdowo.
W latach 1975–1998 miejscowość administracyjnie należała do województwa słupskiego.